# 特定障害者に対する特別障害給付金の支給に関する法律
特定障害者に対する特別障害給付金の支給に関する法律（とくていしょうがいしゃにたいするとくべつしょうがいきゅうふきんのしきゅうにかんするほうりつ、平成16年12月10日法律第166号）は、国民年金制度の発展過程において生じた特別な事情にかんがみ、障害基礎年金等の受給権を有していない障害者に特別障害給付金を支給することにより、その福祉の増進を図ることに関する法律である。
2005年4月1日に施行された。

## 構成
- 第1章　総則
- 第2章　特別障害者給付金の支給
- 第3章　不服申立て
- 第4章　雑則
- 附則

## 概要
- 国民年金制度が導入された当時は、20歳以上の学生や配偶者（多くはいわゆる主婦）は、強制加入の対象者ではなく、任意加入であった。しかし、任意加入についての制度周知がほとんどなされていなかったこともあって、任意加入者はきわめて少数であった。このような背景の中で、旧制度下で、20歳以上で国民年金に未加入であった期間に、現行制度の障害基礎年金の受給対象である障害の状態になったにもかかわらず、障害基礎年金の受給資格が得られない障害者が生まれ、支給を受けられない状態がつづいていた（未加入者問題）。
- これに対して、全国各地で訴訟が提起された（学生無年金訴訟）。下級審判決の中で、支給しないことを違法とするものも現れた。
- そこで、旧制度下での未加入者を、特定障害者として、障害基礎年金に代わる特別障害給付金を支給するために、新設された法律である。
- なお、20歳以上の全員が年金に強制加入となった現行法下での年金未納者については、特定障害給付金制度による救済は受けられない。